# Zolotonosha (huyện)
Huyện Zolotonosha (tiếng Ukraina: Золотоніський район, chuyển tự: Zolotonoshas’kyi raion) là một huyện của tỉnh Cherkasy thuộc Ukraina. Huyện Zolotonosha có diện tích 1493 km², dân số theo điều tra dân số ngày 5 tháng 12 năm 2001 là 48561 người với mật độ 33 người/km2. Trung tâm huyện nằm ở Zolotonosha.